# ماری مدنا
ماری مُدِنا (ماریا بئاتریس آنا مارگریتا ایزابلا) (به انگلیسی: Mary of Modena) ملکه انگلستان، اسکاتلند و ایرلند به عنوان همسر دوم جیمز دوم (انگلستان) و جیمز هفتم اسکاتلند بود (۱۶۳۳ تا۱۷۰۱). او با آن که یک کاتولیک معتقد بود، با جیمزِ همسرازدست داده، که برادر جوان‌تر و وارث احتمالی چارلز دوم، (۱۶۳۰–۱۶۸۵) بود ازدواج کرد. او به سیاست علاقه‌ای نداشت و همهٔ توان خود را به جیمز و فرزندان خود اختصاص داده بود، که دو نفر از آنها به بزرگسالی رسیدند: یکی جیمز فرانسیس ادوارد استوارت، یعقوبی‌گرا (قبلاً پیرو سلسلهٔ کاتولیک رومی شاخهٔ استوارت) و مدعی تاج و تخت، (که می‌توانست جیمز سوم انگلستان باشد؛ ولی در مراحل بعدی زندگی به عنوان مدعی پیر پیر شناخته شد، و لوئیزا ماریا ترزا.